# Zelomorpha angostura
Zelomorpha angostura är en stekelart som beskrevs av Bhat och Gupta 1977. Zelomorpha angostura ingår i släktet Zelomorpha och familjen bracksteklar. Inga underarter finns listade i Catalogue of Life.